# Gonomyia symmetrica
Gonomyia symmetrica är en tvåvingeart som beskrevs av Edwards 1926. Gonomyia symmetrica ingår i släktet Gonomyia och familjen småharkrankar. Inga underarter finns listade i Catalogue of Life.